# Nantheuil
Nantheuil è un comune francese di 1 058 abitanti situato nel dipartimento della Dordogna nella regione della Nuova Aquitania.

## Società

### Evoluzione demografica
Abitanti censiti